# Zelene (Verjovyna)
Zelene (ucraniano: Зеле́не) es un municipio rural de Ucrania perteneciente al raión de Verjovyna de la óblast de Ivano-Frankivsk.
En 2020, el territorio del actual municipio tenía una población de unos dos mil habitantes, de los que unos ochocientos vivían en el propio pueblo de Zelene y el resto repartidos en cinco pedanías. El municipio se formó en 2020 mediante la fusión de los consejos rurales de Zelene (con las pedanías Búrkut, Topilche y Yávirnyk) y Bystrets (con la pedanía Dzembronia).
El pueblo fue conocido durante siglos como "Zelena" (Зелена). Fue fundado a principios del siglo XV. En 1869 se construyó aquí una notable iglesia de madera, declarada monumento arquitectónico de importancia nacional. Zelena fue un importante foco de rebelión campesina contra la Segunda República polaca en 1920, con más de seiscientos militares antipolacos ubicados en las montañas que rodean al pueblo. Aunque la rebelión fracasó y el pueblo pasó a formar parte del territorio polaco hasta 1939, el Ejército Insurgente Ucraniano tuvo en cuenta la ubicación y a lo largo de la década de 1940 utilizó Zelena como una de sus principales zonas de operaciones en la región. El pueblo adoptó su actual topónimo en 1993.
Se ubica en una zona montañosa del parque natural nacional de los Cárpatos, en el valle del río Chorni Cherémosh, unos 10 km al suroeste de la capital distrital Verjovyna.